# Союз молодёжи Узбекистана
Союз молодёжи Узбекистана (узб. O'zbekiston yoshlar ittifoqi) — некоммерческая негосударственная организация, созданная 30 июня 2017 года на IV курултае общественного движения молодёжи Узбекистана «Камолот».
По случаю образования Союза 30 июня в Узбекистане отмечается День молодёжи.

## Цели
Организация призвана объединять молодёжь Узбекистана с целью формирования физически здорового, духовно зрелого и интеллектуально развитого, свободомыслящего молодого поколения, защиты молодёжи от внешних угроз и негативного влияния «массовой культуры», оказания всесторонней поддержки в защите правовых и законных интересов молодёжи и создания для них благоприятных условий. Целью Союза является вовлечение молодёжи к принятию активного участия в углублении демократических, политических и экономических реформ, осуществляемых в стране, в укреплении мира и согласия в обществе; внесению своего вклада в процесс вступления Узбекистана в число развитых стран мира.

## Членство
Членами Союза могут стать граждане Республики Узбекистан и лица без гражданства, постоянно проживающие на территории Республики Узбекистан, достигшие 14-летнего возраста, но не старше 30 лет. Членами Союза могут стать неправительственные некоммерческие организации в области молодёжного направления, предприятия, учреждения и организации молодёжного сектора, а также другие юридические лица, учредительные документы которых не противоречат целям, задачам и программным документам Устава Союза.

## Структура
Руководящими органами Союза являются:
- Курултай;
- Центральный Совет;
- Исполнительный комитет Центрального совета;
- Центральная контрольно-ревизионная комиссия.

Структура Союза включает:
- Центральный аппарат Союза;
- Региональные структуры Союза;
- Местные структуры Союза;
- Первичные организации Союза;
- Предприятия, организации и учреждения при Союзе, включая средства массовой информации.

При Союзе и его подразделениях организованы отделения «Камалак», занимающиеся вопросами детей и детства. Отделения «Камалак» являются частью Союза и его отдельных подразделений.